# Stephen Holmes

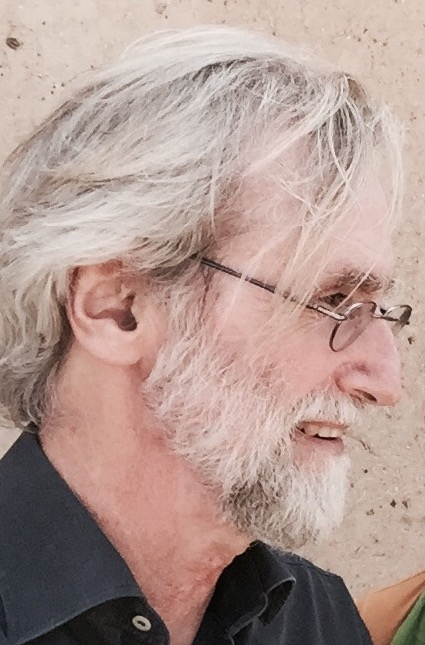
Stephen Holmes, 2016

Stephen Taylor Holmes (* 21. Februar 1948) ist ein US-amerikanischer Politik- und Rechtswissenschaftler, der als Professor an der School of Law der New York University lehrt.
Nach erfolgreichem Bachelor-Studium an der Denison University wechselte Holmes 1969 an die Yale University, wo er 1974 sein erstes Master-Examen und 1975 das Examen zum Master of Philosophy ablegte und 1976 zum Ph.D. promoviert wurde. Nach ersten Lehrtätigkeiten an der Yale University und der Wesleyan University wurde er 1979 erst Assistant Professor für Politikwissenschaft an der Harvard University und ab 1984 Associate Professor. Als solcher lehrte er ab 1985 an der University of Chicago. 1989 wurde er in Chicago zusätzlich Professor für Rechtswissenschaft. 1992 wurde Holmes in die American Academy of Arts and Sciences gewählt. 1997 wechselte er an die Princeton University, wo er wieder Politikwissenschaft lehrte. Seit 2000 ist er Walter E. Meyer Professor of Law an der New York University.
Holmes forscht und publiziert schwerpunktmäßig zu folgenden Themen: Geschichte des europäischen Liberalismus, dem Rückgang demokratischer Entwicklungen in den letzten Jahrzehnten, die Schwierigkeit, internationalen Terrorismus im Rahmen von Rechtsstaatlichkeit zu bekämpfen.
2019 legte Holmes gemeinsam mit Ivan Krastev das Buch The light that failed. A reckoning vor (in deutscher Übersetzung als Das Licht, das erlosch. Eine Abrechnung erschienen). Darin wird der Versuch unternommen, die neue Weltordnung, die sich seit 1989 entwickelt, mit einem neuen Gegensatzpaar zu beschreiben. Wo sich einst Kapitalismus und Kommunismus gegenüber standen, gebe es nun den Gegensatz von Liberalen und enttäuschten Nachahmern des Liberalismus.

## Schriften (Auswahl)
- Mit Ivan Krastev: The Light that Failed. A Reckoning. Penguin Books, London 2019, ISBN 978-0-241-34570-2.
  - Deutsche Ausgabe: Das Licht, das erlosch. Eine Abrechnung. Aus dem Englischen übersetzt von Karin Schuler. Ullstein, Berlin 2019, ISBN 3-550-05069-0.
- The matador's cape. America's reckless response to terror. Cambridge University Press, Cambridge (NY) 2007, ISBN 978-0-521-87516-5.
- Passions and constraint. On the theory of liberal democracy. University of Chicago Press, Chicago 1995, ISBN 0-226-34968-3.
- The anatomy of antiliberalism. Harvard University Press, Cambridge, Mass. 1993, ISBN 0-674-03180-6.
- Benjamin Constant and the making of modern liberalism. Yale University Press, New Haven 1984, ISBN 0-300-03083-5.